# خصوصية صحية

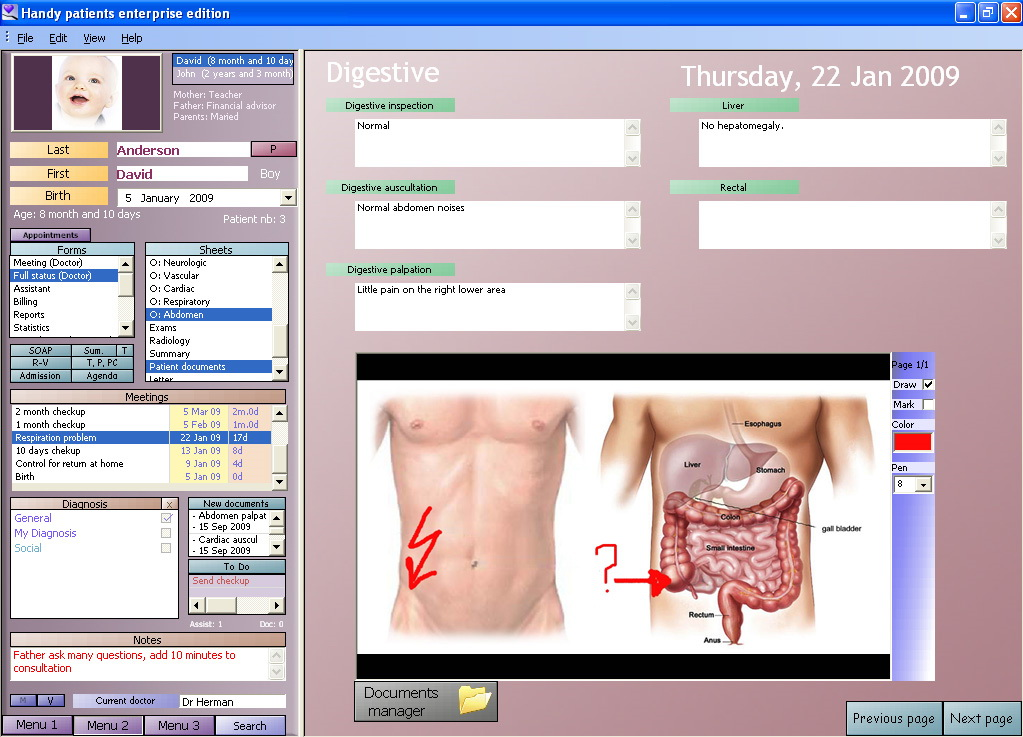
مثال لملف صحي ألكتروني.

الموضوع الرئيسي للخصوصية الطبية أو الخصوصية الصحية هو 'السجل الطبي' الذي كان على مر التاريخ عبارة عن ملف ورقي بكامل التاريخ الطبي للمريض. وتواجدت العديد من الأشكال الإلكترونية للسجلات الطبية في البلدان الغربية، ولكن في أغلب الأحيان بطريقة غير متكاملة. وهذا النقص في التكامل قد سهل إلى حد كبير عملية الخصوصية. فبينما يقوم الممارس العام (GP) في كثير من الأحيان بإنتاج الكثير من البيانات والاحتفاظ بها، إلا أنه يمكن أن ينتهي المطاف بعمل نسخ في مستشفيات وغيرها من المرافق الصحية الأخرى - الأمر الذي يؤدي في كثير من الأحيان إلى حدوث أخطاء طبية.

## خصوصية المشاركين في الأبحاث
في سياق الممارسة الطبية يتعلم الأطباء في كثير من الأحيان عن الصحة من خلال تجربتهم في علاج المرضى. وإذا نشروا هذه المعلومات كمنتج بحثي فيجب أن يحترموا خصوصية مرضاهم. ويتم تنظيم البحوث الطبية أيضًا خارج نطاق رعاية المريض، وفي هذه الحالة أيضًا يكون لدى المشاركين في البحث حقوق الخصوصية.

## المملكة المتحدة
بحلول عام 1999، استخدم 62% من مؤسسات دائرة الصحة الوطنية (NHS) سجلات إلكترونية إلى حد ما.
وفي عام 2003، اتخذت دائرة الصحة الوطنية خطوات لإنشاء سجل إلكتروني مركزي للسجلات الطبية. وتتم حمايته من قِبل البوابة الإلكترونية الحكومية، التي تم إنشاؤها من قِبل شركة مايكروسوفت. ويُسمى البرنامج "برنامج تطوير وتنفيذ السجلات الإلكترونية (ERDIP). وتم توجيه النقد للبرنامج الوطني لتكنولوجيا المعلومات الخاص بدائرة الصحة الوطنية لافتقاره إلى الأمن وخصوصية المرضى. وكان هذا المشروع أحد المشروعات التي جعلت مفوض المعلومات يحذر من خطور "سير البلاد دون وعي" نحو مجتمع المراقبة. كما أن مجموعات الضغط التي عارضت بطاقات الهوية تشن حملات أيضًا ضد السجل المركزي.
تستند الخصوصية إلى حقوق المرضى في المملكة المتحدة، وتنبع من الاتفاقية الأوروبية لحقوق الإنسان من خلال قانون حماية البيانات (DPA) في المملكة المتحدة. ووجهة النظر المعارضة ترى أن الوصول على ’أساس الحاجة إلى المعرفة‘ ليس قانونًا، فالمريض هو الذي يجب أن يعطي حق الوصول.

## الولايات المتحدة
انظر: قانون إخضاع التأمين الصحي لقابلية النقل والمحاسبة لعام 1996
في الولايات المتحدة الأمريكية، يُعد قانون خصوصية وأمن المعلومات الطبية (MIPSA) هو التطور الجديد في هذا المجال. ويحتوي هذا القانون على أحكام هامة تنص على تعقب عمليات الوصول بمسار مراجعة، وأن يكون المرضى قادرين على تقسيم البيانات الخاصة بهم بحيث لا يتم على سبيل المثال الكشف عن المعلومات الجينية عندما يخضعون للقاح الإنفلونزا. وللأفراد الحق في الوصول إلى معلوماتهم ونسخها وتحريرها وتقسيمها.
وأثار دعاة الخصوصية في الولايات المتحدة المخاوف بشأن التحول من السجلات الطبية الورقية إلى السجلات الطبية الإلكترونية، والتي يخشى بعض المعلقين من أن تؤدي إلى الوصول غير المصرح به للبيانات الشخصية.

## نيوزيلاندا
في نيوزيلاندا، ينص قانون خصوصية المعلومات الصحية (1994) على قواعد محددة للهيئات العاملة في القطاع الصحي لضمان أفضل حماية لخصوصية الأفراد. ويتناول القانون المعلومات الصحية التي يتم جمعها واستخدامها والاحتفاظ بها وكشفها من قِبل الهيئات الصحية. وبالنسبة للقطاع الصحي فإن القانون يحل محل مبادئ خصوصية المعلومات.

## هولندا
أثار إدخال نظام وطني لتبادل المعلومات الطبية والوصول إلى سجلات المرضى الإلكترونية جدلاً واسعًا في هولندا.

## وصلات خارجية
- European Standards on Confidentiality and Privacy in Healthcare
- Opt out of the NHS Spine, or the NHS Confidentiality campaign